# Асоціація футзалу України
Асоціація футзалу України — всеукраїнська громадська спортивна організація, заснована 9 березня 1993 року і є колективним членом УАФ.

## Історія
9 березня 1993 року в Дніпропетровську в конференц-залі готелю «Світанок» проходила установча конференція із створення Асоціації міні-футболу (футзалу), на якій президентом Асоціації міні-футболу (футзалу) був обраний Геннадій Лисенчук, який на один голос випередив іншого кандидата — директора заводу «Червоний Профінтерн» Євгена Цимбала. 
До 1993 року міні-футбол в Україні розвивав Союз міні-футбольних клубів під керуванням Олександра Хандриги, який до 1991 року був членом комітету з міні-футболу Федерації футболу СРСР (голова комітету Семен Андрєєв).

## Турніри
Під егідою асоціації регулярно проводяться наступні турніри:
- Чемпіонат України з футзалу,
- Кубок України з футзалу,
- Чемпіонат України з футзалу серед жінок,
- Аматорська ліга України з футзалу,

Крім цього, до складу асоціації входить Українська дитячо-юнацька футзальна ліга (УДЮФЛ), що займається проведенням дитячо-юнацьких змагань з міні-футболу.